# Эвери, Роджер
Роджер Эвери (англ. Roger Avary; род. 23 августа 1965) — американский сценарист, продюсер и кинорежиссёр. Лауреат  премии «Оскар» за лучший оригинальный сценарий к фильму «Криминальное чтиво».

## Биография
Роджер Эвери родился 23 августа 1965 года в городе Флин Флон, Канада, но вырос в штате Аризона. В начале 1970-х семья Эвери переехала в штат Калифорния, где он поступил в школу Mira Costa. В 1979 году Эвери начал работать в одном из первых видеомагазинов в Южной Калифорнии Video Out-Takes, владельцем которого был друг его отца Скотт Магилл. Один из ранних фильмов Эвери, снятых на плёнку Super-8 mm, получил приз LAFTA (The Los Angeles Film Teachers Association) в 1983 году.
В 1981 году совладелец Video Out-Takes Ланс Лоусон открыл собственный магазин Video Archives. Здесь Эвери познакомился c Квентином Тарантино, с которым они стали друзьями. В 1985—1986 годах Эвери учился в колледже Menlo в Калифорнии, который послужил прототипом колледжа Кэмден в его фильме «Правила секса». В 1985—1986 годах Эвери учился в колледже Art Center College of Design. В 1987 году он совершил путешествие по Европе, впечатления от которого легли в основу эпизодов в «Правилах секса» и «Убить Зои».
В 1994 году Эвери и Тарантино получили «Оскар» за сценарий к фильму «Криминальное чтиво».
В 2008 году Эвери попал в аварию, в которой погиб человек. Эвери был приговорён к году тюрьмы, но освободился досрочно через 8 месяцев.

## Фильмография

### Режиссёр
- 1983 — The Worm Turns (короткометражный)
- 1994 — Убить Зои / Killing Zoe
- 1996 — Mr. Stitch
- 2002 — Правила секса / The Rules of Attraction
- 2019 — Киллер по вызову / Lucky Day

### Сценарист
- 1983 — The Worm Turns
- 1993 — Настоящая любовь / True Romance (в титрах не указан)
- 1994 — Криминальное чтиво / Pulp Fiction
- 1994 — Убить Зои / Killing Zoe
- 1996 — Mr. Stitch
- 2002 — Правила секса / The Rules of Attraction
- 2006 — Сайлент Хилл / Silent Hill
- 2007 — Беовульф / Beowulf
- 2019 — Киллер по вызову / Lucky Day

### Продюсер
- 2007 — Беовульф / Beowulf